# Теглева, Александра Александровна
Александра Александровна Теглева (2 мая 1884, Российская империя — 21 марта 1955, Лозанна), также известная как Шура Теглева или Саша Теглева, — русская дворянка, служившая няней при российском императорском дворе.
В качестве няни детей императора Николая II и императрицы Александры Федоровны отправилась с ними в ссылку в Тобольск после отречения Николая II в результате Февральской революции. Но ей не разрешили остаться с ними в период домашнего ареста императорской семьи в Ипатьевском доме в Екатеринбурге. Теглева пережила Революцию 1917 года и вышла замуж за швейцарца Пьера Жильяра, служившего вместе с ней при императорском дворе в качестве преподавателя по французскому языку у детей. Теглева эмигрировала в Лозанну как белая эмигрантка и проживала там до конца своей жизни. Она работала со своим мужем над расследованием и разоблачением утверждений Анны Андерсон, самозванки, которая выдавала себя за великую княжну Анастасию Николаевну.

## При императорском дворе

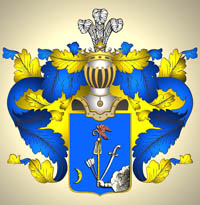
Герб рода Теглевых

Происходила из русского дворянского рода Теглевых. Служила при российском императорском доме нянькой и гувернанткой великих княжён Ольги, Татьяны, Марии, Анастасии и цесаревича Алексея. Жила с семьёй в Александровском дворце в Царском Селе, занимая 31-ю комнату на втором этаже. Её комнату украшали картины художника Василия Волкова.
В то время как многие из прислуги императрицы говорили по-английски, Теглевой было велено общаться с детьми по-русски. Ей помогала горничная Анна Яковлевна Уткина.

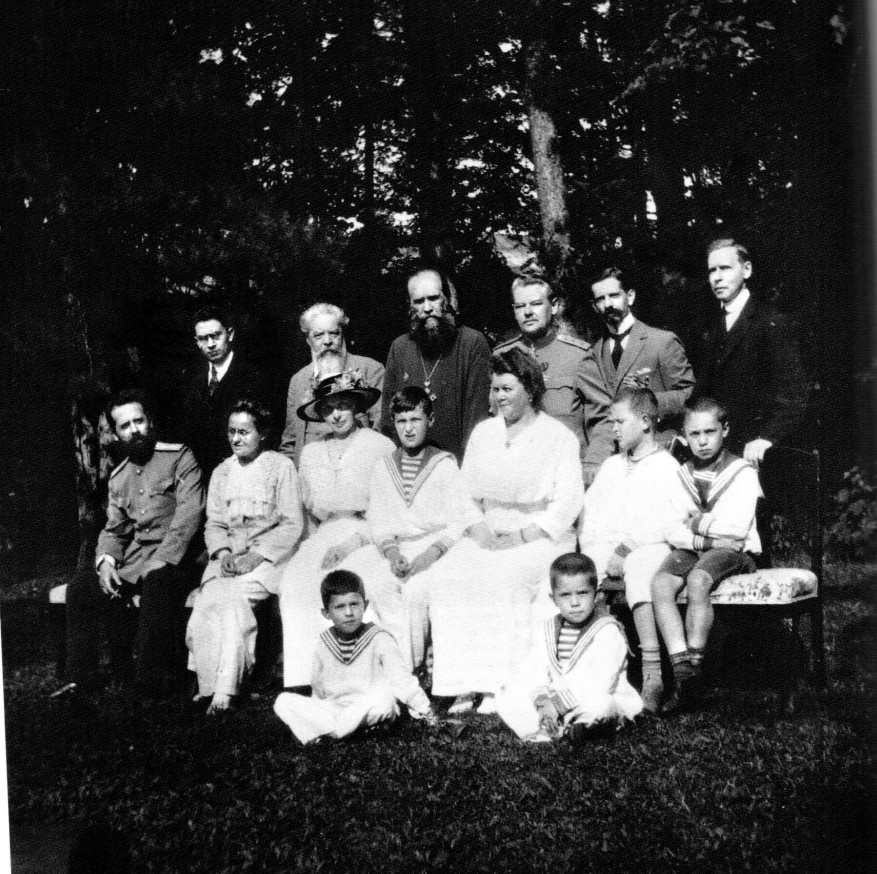
Царское Село в 1916 году. Стоят (слева направо): лакей Журавский, Терентий Чемодуров, Васильев, Петров, Пьер Жильяр, Чарльз Сидней Гиббс. Сидят: Владимир Деревенко, Елизавета Эрсберг, Александра Теглева, цесаревич Алексей, Мария Тутельберг, Коля Деревенко, Алексей Деревенко, Александр Деревенко и Сергей Деревенко

В 1904 году императрица Александра преподнесла Теглевой золотые карманные часы швейцарского производства Павел Буре в качестве рождественского подарка. На них была выгравирована надпись «Подарено Государыней Императрицей 24 декабря 1904 года». В 1913 году по случаю 300-летия дома Романовых Теглева была награждена брошью фирмы «Фаберже» с фамильным гербом Романовых, украшенным бриллиантом и четырьмя рубинами.

### Ссылка с императорской семьей

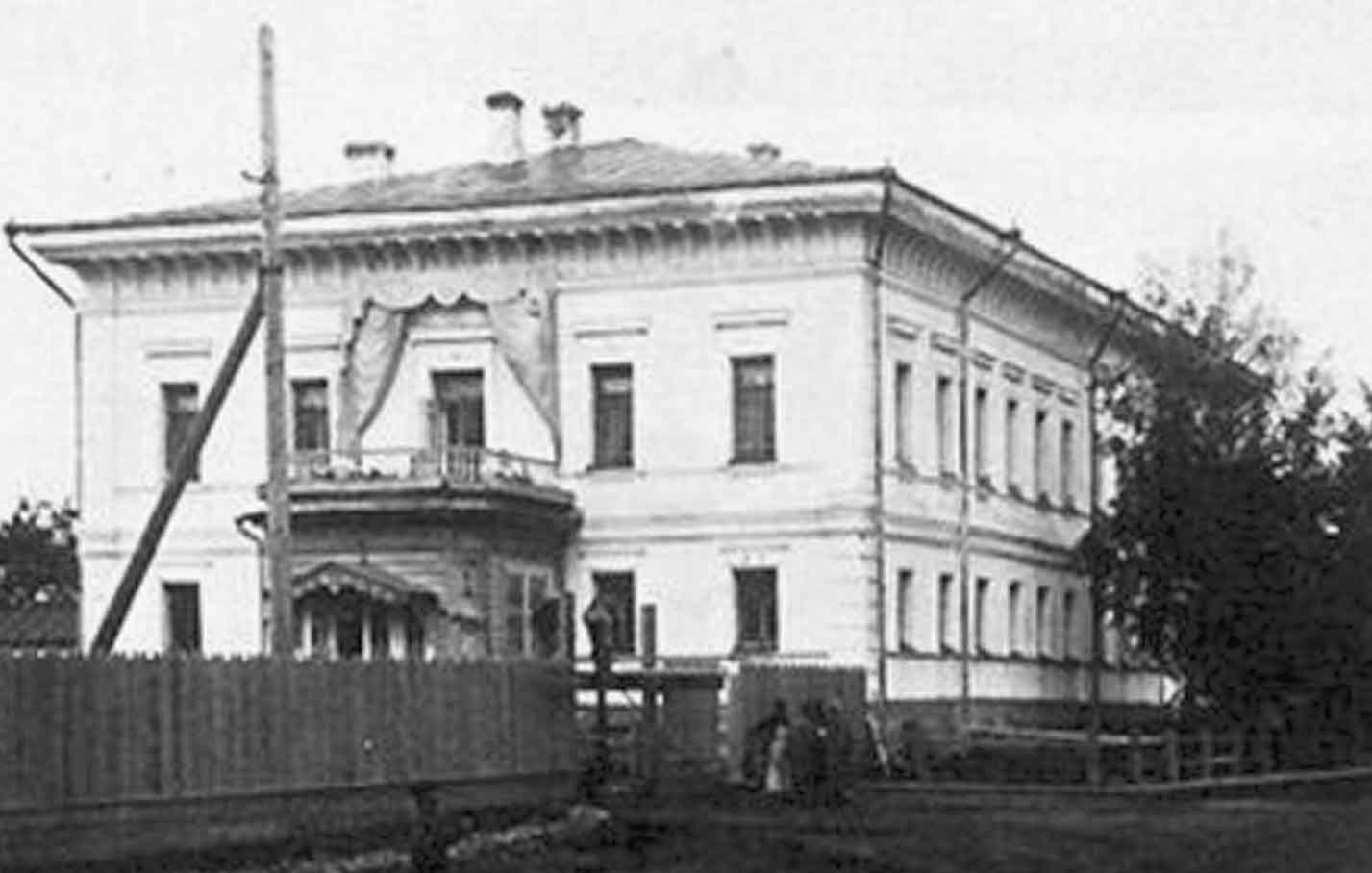
Особняк губернатора в Тобольске, где Теглева жила с императорской семьей, заключённой под домашний арест

После отречения Николая II во время Февральской революции Теглева отправилась с императорской семьей в ссылку в Западную Сибирь и жила с ними под домашним арестом в Губернаторском особняке в Тобольске. В отличие от многих других членов императорского двора, отправившись в ссылку, Теглева оставила многие свои личные вещи в Александровском дворце, в том числе красивую одежду, фотографии с другими слугами и членами императорской семьи, обувь, чулки и сувениры, подаренные ей детьми. После Октябрьской революции 1917 года она находилась подле великих княжон Татьяны, Ольги, Анастасии и цесаревича Алексея, которые тогда были отделены от императора с императрицей с великой княжной Марией, которые в апреле 1918 года были доставлены в Ипатьевский дом в Екатеринбурге. В это время одна из комнатных девушек императрицы, Анна Демидова, написала Теглевой, дав ей указания, как спрятать фамильные драгоценности в нижнем белье великих княжон, чтобы их не нашли при обысках. Спрятать драгоценности ей помогала горничная Елизавета Эрсберг. В мае 1918 года остальных членов императорской семьи также перевели в Ипатьевский дом, но Теглеву с ними не пустили. Теглева содержалась вместе с Пьером Жильяром, Чарльзом Сиднеем Гиббсом и баронессой Софией фон Буксгевден в отдельной от императорской семьи резиденции в Екатеринбурге. Теглева чуть не была убита большевиками в Тюмени, но была спасена белогвардейцами.

## Дальнейшая жизнь
Когда адмирал Александр Колчак поручил Николаю Соколову, следователю Омского областного суда, расследовать дело расстрела семьи Романовых в 1919 году, Теглева и другие люди из окружения Романовых подверглись допросу.
В 1919 году вышла замуж за швейцарца Пьера Жильяра, который служил вместе с ней при императорском дворе преподавателем французского языка. Теглева сумела спастись от последствий Революции 1917 года, перебравшись в 1920 году в швейцарскую Лозанну как белый эмигрант.
Занималась вместе с мужем расследованием и разоблачением утверждений Анны Андерсон, самозванки, выдававшей себя за великую княжну Анастасию. Во время её второго визита к Андерсон в больницу Святой Марии в Берлине в 1925 году, та приняла Теглеву за великую княжну Ольгу Александровну. Во время другого посещения Андерсон попросила Теглеву смочить ей лоб духами, что Теглева обычно делала для великой княжны Анастасии, будучи её няней. Это растрогало Теглеву. Но в итоге, она вместе со своим мужем посчитали Андерсон мошенницей, хотя Теглева и испытывала большую симпатию к Андерсон, как и к великой княжне Анастасии.
Была крёстной матерью своей племянницы Мари-Клод Жильяр Кнехт.
Умерла в Швейцарии в 1955 году.

## В массовой культуре
Роль Теглевой в британском фильме 1971 года «Николай и Александра» исполнила Кэтрин Скофилд. В пьесе «Дочь солдата», поставленной в Театре Опен Ай в Нью-Йорке в 1988 году, её сыграла Мишель Валанс. Она также является персонажем пьесы «Процесс Анастасии в суде женщин: интерактивная комедия в двух действиях», написанной Кэролайн Гейдж и Доном Нигро. В документальном историческом мини-сериале Netflix 2019 года «Последние цари» роль Теглевой исполнила Мильда Норейкайте.